# Lukarna

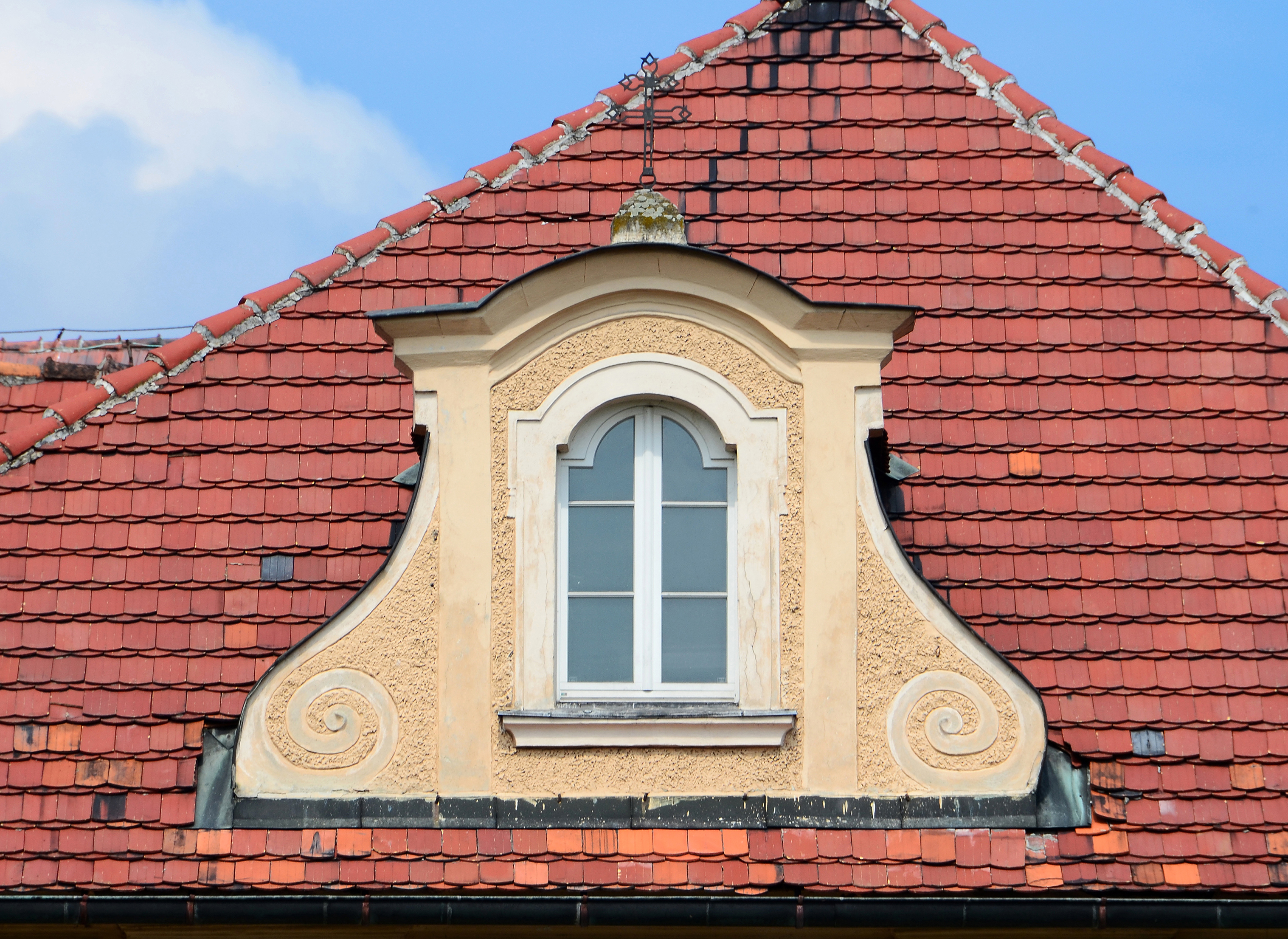
Barokowa lukarna w klasztorze w Kłodzku

Lukarna, gibel – element architektoniczny umieszczony na/w dachu, doświetlający poddasze. Składa się z powierzchni frontowej, w której umieszczone jest okno klasyczne lub portfenetr, oraz prostopadłych do niej powierzchni bocznych, łączących front z połacią dachu lub współcześnie również boczną częścią budynku w przypadku lukarny narożnej. Od góry nakryta jest zwykle dachem dwu- lub trójspadowym (współcześnie również dachem płaskim). Lukarna pojawiła się w architekturze gotyku we Francji. W okresie baroku najbardziej ozdobne, często stosowane w architekturze pałacowej i w kamienicach. Od XIX wieku stopniowo pozbawiane detali architektonicznych, stosowane do dziś, zachowały swoją praktyczną funkcję.
Do niedawna jedną z cech lukarny było osadzenie jej na dachu w pewnym oddaleniu od okapu, bez jego przerywania (w przeciwieństwie np. do szczytu). 
Obecnie w nowoczesnej architekturze lukarny występują często jako elementy umieszczone w narożnych częściach budynku stanowiące wyniesienie w dachu zazwyczaj zadaszone dachem płaskim nie zachowując ciągłości i oddalenia od okapu będąc niejednokrotnie przedłużeniem ścian nośnych.
Lukarna odróżnia się też od jaskółki poprzez występowanie ścian bocznych i/lub okien narożnych, których ta druga nie posiada.